# Maison forte de Qoula

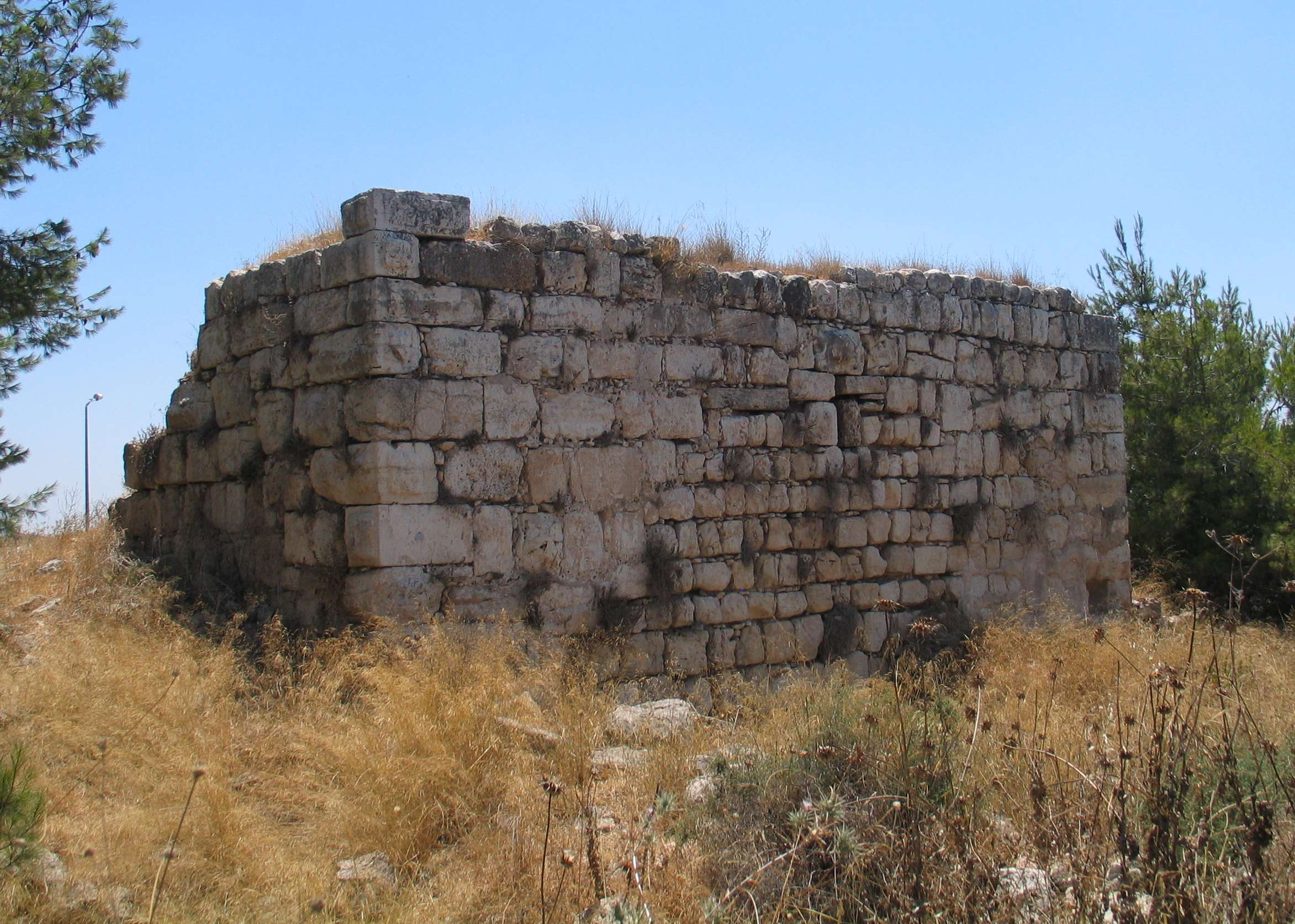
Les restes de la tour fortifiée de Qoula

La Maison forte de Qula, comprenant une tour, est une structure fortifiée, construite au XIIe siècle par les Hospitaliers qui avaient acquis le village de Qula en 1181.